# Andrzej Szarmach
Andrzej Szarmach (født 3. oktober 1950 i Gdańsk) er en polsk tidligere  fodboldspiller (angriber) og senere -træner.

## Karriere

### Klubber
Szarmachs karriere strakte sig over 20 år, hvor han blandt andet var en flittig målscorer hos det daværende polske storhold Górnik Zabrze samt for AJ Auxerre i Frankrig. Han sluttede sin karriere af med ophold hos Guingamp og Clermont.

### Landshold
Szarmach spillede desuden 61 kampe og scorede 32 mål for det polske landshold. Hans debutkamp for holdet faldt 1. august 1973 i en venskabskamp på udebane mod Canada, mens hans sidste landskamp var bronzekampen ved VM i 1982 mod Frankrig 10. juli 1982.
Szarmach deltog med det polske landshold ved både VM i 1974, VM i 1978 og VM i 1982. Ved 1974- og 1982-slutrunderne vandt polakkerne bronze. 
Han var derudover med ved OL i 1976 i Montreal, hvor fodboldturneringen var ramt af flere afbud. Således bestod Polens indledende pulje kun af tre hold, og Polen vandt puljen med en sejr og en uafgjort. Ved dette OL gik de to bedste hold fra hver pulje videre til kvartfinaler, og her vandt Polen med 5-0 over Nordkorea. Med sejr på 2-0 i semifinalen over Brasilien var holdet klar til finalen mod DDR, som vandt 3-1, så denne gang blev det til OL-sølv til Polen og Szarmach, mens Sovjetunionen vandt bronze med sejr over Brasilien. Szarmach spillede alle Polens fem kampe og scorede seks mål.

### Træner
Efter afslutningen af sin karriere var Szarmach træner i flere klubber, specielt en række mindre franske klubber samt i Zagłębie Lubin i hjemlandet.